# Luc Antoine Vincent
Pour les articles homonymes, voir Vincent.
Luc Antoine Vincent, né le 9 juillet 1752 à Sceaux (Hauts-de-Seine), mort le 4 février 1816 à Alençon (Orne), est un général de division de la Révolution française.

## États de service
Il entre en service en 1772, comme dragon au régiment du Roi, il devient brigadier en 1780, puis capitaine dans la Garde nationale parisienne en 1789, et chef du bataillon de Saint-Germain-des-Prés.
En août 1792, il est capitaine commandant la compagnie de chasseurs carabiniers des Quatre-Nations, et le 17 juillet 1793, il est nommé commandant provisoire de la ville de Boulogne.
Il est promu général de division provisoire par les représentants en mission auprès de l’armée du Nord le 20 octobre 1793, et en novembre 1793 il est appelé au commandement de la 16e division militaire à Saint-Omer. Il est destitué en mars 1794, et le 20 avril 1794 il publie un fascicule sur sa disgrâce.
Il est réhabilité en octobre 1794, et il est employé provisoirement comme adjudant-général chef de brigade à l’armée de l’Ouest. En 1795, il commande les districts d’Alençon, Bellesme, Mamers et La Ferté-Bernard, et il est réformé en 1796.
Il est rappelé en activité en 1797, comme commandant de la 3e légion de gendarmerie à Alençon, et il est réformé de nouveau en 1801.
Il meurt le 4 février 1816, à Alençon.

## Sources
- (en) « Generals Who Served in the French Army during the Period 1789 - 1814: Eberle to Exelmans »
- Léon Hennet, Les volontaires nationaux pendant la Révolution, tome 3, Paris, Maison Quantin, 1906, p. 510.
- François Morand, L’année historique de Boulogne-sur-Mer, Librairie Deligny, Boulogne-sur-Mer, 1839, p. 11.
- Gustave Bord, Revue de la Révolution, tome 16, Bureaux de la Revue de la révolution, 1897, p. 286.